# Siberut-Gleithörnchen
Das Siberut-Gleithörnchen (Petinomys lugens) ist ein Gleithörnchen aus der Gattung der Zwerggleithörnchen (Petinomys). Es kommt auf den zu den Mentawai-Inseln gehörenden Inseln Siberut, Sipora und Nordpagai vor der Küste Sumatras, Indonesien, vor.

## Merkmale
Das Siberut-Gleithörnchen erreicht eine Kopf-Rumpf-Länge von etwa 25 bis 26 Zentimetern sowie eine Schwanzlänge von etwa 21 bis 23 Zentimetern. Das Gewicht liegt bei etwa 450 Gramm. Die Rücken- und Kopffärbung ist einfarbig rauchig-braunschwarz. Der Schwanz ist undeutlich zweifarbig. Auf jeder Wange haben die Tiere je eine kleine Warze mit drei bis vier auffälligen Borsten.
Wie alle Zwerggleithörnchen hat es eine behaarte Gleithaut, die Hand- und Fußgelenke miteinander verbindet und durch eine Hautfalte zwischen den Hinterbeinen und dem Schwanzansatz vergrößert wird. Die Gleithaut ist muskulös und am Rand verstärkt, sie kann entsprechend angespannt und erschlafft werden, um die Richtung des Gleitflugs zu kontrollieren.

## Verbreitung

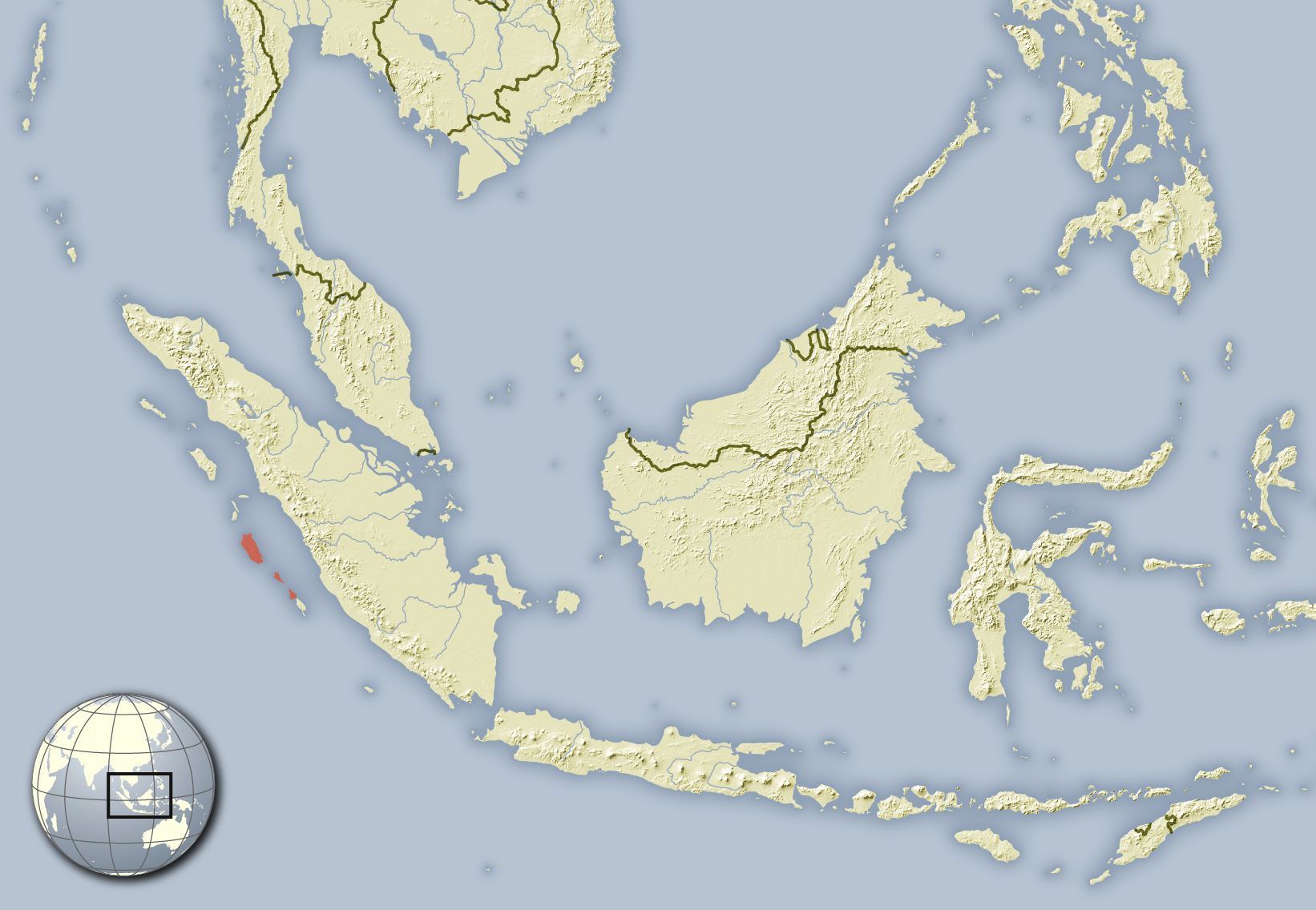
Verbreitungsgebiet des Siberut-Gleithörnchens

Das Siberut-Gleithörnchen kommt ausschließlich und damit endemisch auf den zu den Mentawai-Inseln gehörenden Inseln Siberut, Sipora und Nordpagai vor der Küste Sumatras, Indonesien, vor.

## Lebensweise
Das Siberut-Gleithörnchen kommt in den tropischen Primärwäldern der Mentawai-Inseln vor. Über die Lebensweise des Gleithörnchens liegen fast keine Daten und Beobachtungen vor. Es entspricht in seiner Lebensweise wahrscheinlich anderen Gleithörnchen und ist baumlebend, weitestgehend nachtaktiv und ernährt es sich von Pflanzen.

## Systematik
Das Siberut-Gleithörnchen wird als eigenständige Art innerhalb der Gattung der Zwerggleithörnchen (Petinomys) eingeordnet, die insgesamt neun Arten enthält. Die wissenschaftliche Erstbeschreibung stammt von Oldfield Thomas aus dem Jahr 1895 anhand eines Individuums von der zu den Mentawai-Inseln gehörenden Insel Sipora, Indonesien. Ursprünglich wurde die Art dem Hagen-Gleithörnchen (Petinomys hageni) zugerechnet, in der jüngsten Vergangenheit jedoch als eigene Art etabliert. Innerhalb der Art werden keine Unterarten unterschieden.

## Bestand, Gefährdung und Schutz
Das Siberut-Gleithörnchen wird von der International Union for Conservation of Nature and Natural Resources (IUCN) als bedrohte Art („endangered“) gelistet. Begründet wird dieser Status mit dem sehr kleinen Verbreitungsgebiet, das maximal 1.200 km2 beträgt, sowie der stark abnehmenden Verfügbarkeit geeigneter Habitate. Eine Einstufung als vom Aussterben bedrohte Art ist in Zukunft möglich, allerdings liegen über die Bestände und ihr Rückgang sowie über das Maß der Abholzung der lokalen Regenwaldgebiete nur unzureichende Daten vor.
Als Hauptgefährdungsursache wird der Lebensraumverlust durch die Umwandlung von Wäldern in landwirtschaftliche Flächen sowie der Holzeinschlag angesehen. Schutzmaßnahmen zum Erhalt der Regenwälder und speziell dieser Art existieren nicht.

## Belege
1. 1 2 3 4 5 6  Richard W. Thorington Jr., John L. Koprowski, Michael A. Steele: Squirrels of the World. Johns Hopkins University Press, Baltimore MD 2012; S. 125–126. ISBN 978-1-4214-0469-1
2. 1 2 3 4 5  Petinomys lugens in der Roten Liste gefährdeter Arten der IUCN 2014.1. Eingestellt von: C. Francis, M. Gumal, 2008. Abgerufen am 20. Juni 2014.
3. 1 2 3  Don E. Wilson & DeeAnn M. Reeder (Hrsg.): Petinomys lugens in Mammal Species of the World. A Taxonomic and Geographic Reference (3rd ed).